# Lando Bartoli
Lando Bartoli (Livorno, 27 marzo 1914 – Firenze, 6 gennaio 2002) è stato un architetto italiano.

## Biografia
Figlio dello scultore Umberto Bartoli, Lando Bartoli compì gli studi a Firenze e nel 1932 si iscrisse all'Istituto Superiore di Architettura dove si laureò nel 1937 con una tesi dedicata alla sua città natale dal titolo La bonifica edilizia della Liburni Civitas.
Con la partecipazione al concorso per la sistemazione del Canto alle Rondini a Firenze, nel 1939, Bartoli dimostrò la sua attenzione alle tradizioni, anche visive, della città proponendo un percorso pedonale coperto che riecheggiava lo schema prospettico degli Uffizi. 
Nel 1940 venne arruolato e destinato in Albania, dove rimase fino al 1944. Al suo ritorno entrò nell'organizzazione predisposta dall'VIII Armata per il recupero delle opere d'arte ed ebbe l'incarico del consolidamento degli Uffizi, danneggiati dalle mine che avevano devastato la zona del Ponte Vecchio. In questo periodo ebbe modo di collaborare con Giovanni Poggi, soprintendente per le province di Firenze, Arezzo e Pistoia. Negli stessi anni iniziò la sua attività di insegnamento alla Facoltà di Ingegneria: dal 1944 al 1947 fu docente di Architettura e Composizione architettonica presso la sezione fiorentina dell'Ateneo pisano. Nel 1946 assunse la cattedra di Disegno per il biennio di Ingegneria attivato presso la Facoltà di Scienze dell'Università di Firenze, che tenne per venticinque anni. 
Dal 1950 al 1959, come direttore dell'Opificio delle pietre dure, si occupò di diversi importanti restauri come quello del rosone del Duomo di Orvieto, dei monumenti angioini della basilica di Santa Chiara a Napoli e della porta dei Canonici del Duomo di Firenze. A lui si deve anche il riassetto del Museo dell'Opificio, successivamente sottoposto ad ulteriori modifiche che non ne hanno tuttavia alterato l'impostazione. 
Nel 1972, con la nascita della Facoltà di Ingegneria di Firenze, l'Istituto di Disegno diventò Istituto di Ingegneria Civile e passò all'insegnamento delle varie discipline architettoniche come Tecnica della progettazione edile, Architettura e Composizione architettonica e Architettura tecnica.
A partire dal primo dopoguerra Bartoli si occupò anche di urbanistica: il primo intervento fu per il comune di Castel San Niccolò, nel Val d'Arno casentinese, per il quale fra il 1945 e il 1946 progettò il piano di ricostruzione di Borgo alla Collina; nel 1946 partecipò con Italo Gamberini e Mario Focacci al concorso per la ricostruzione della zona del Ponte Vecchio, aggiudicandosi il primo premio ex aequo con i gruppi composti da Detti, Santi, Gizdulich e Pagnini e da Rossi e Tonelli.
Fra il 1949 e il 1951 si occupò del piano intercomunale di Firenze, riguardante l'area di Prato, Calenzano, Fiesole, Scandicci, Impruneta, Bagno a Ripoli e Pontassieve, e fra il 1955 e il 1957 redasse il piano regolatore generale del comune di Pistoia. Nel 1951 ottenne la nomina dell'Istituto Nazionale di Urbanistica.
L'impegno nella progettazione della città lo portò a interessarsi di politica e ad impegnarvisi in prima persona: nel 1951 diventò consigliere del comune di Firenze e dal 1955 al 1957 ricoprì la carica di assessore ai Lavori pubblici nella giunta guidata da Giorgio La Pira.
Nel 1958 fece parte della commissione presieduta da Giovanni Michelucci per l'elaborazione del nuovo piano regolatore di Firenze che, pur approvato dagli organi competenti, non fu mai realizzato.
L'ampiezza della sua attività è testimoniata anche dalla partecipazione a diversi concorsi, a partire da quello per ponte alla Vittoria del 1945, a quello per l'ospedale San Giovanni di Dio a Torregalli, del 1969, fino a quello per il mercato ortofrutticolo di Pescia, del 1969, ed altri ancora.
In tema di edifici di culto si ricordano interventi quali San Agostino a Monte San Savino (1945). Di maggiore portata perché si tratta della progettazione e costruzione dell'edificio troviamo la Chiesa di Santa Cristina a Pagnana, a Empoli (1946). Altre opere importanti, perché riguardanti l'assetto generale dell'edificio, sono - a Firenze - la ricostruzione della chiesa dei Santi Gervasio e Protasio e della chiesa del Sacro Cuore, nella quale inserisce il caratteristico campanile frutto della collaborazione con Pier Luigi Nervi (1956). Del 1966 è un interessante progetto per la chiesa di San Francesco, mai realizzata, mentre fra il 1973 e il '79 progettò ed eseguì la chiesa dell'Ascensione di Nostro Signore Gesù Cristo, sempre a Firenze. Fra gli edifici di abitazione si ricordano la villa La Versiliana di Marina di Pietrasanta (1958), la villetta ad Ansedonia, presso Orbetello (1963) e le case multifamiliari a Rosignano Marittimo (1967).
In collaborazione con Giovanni Sanità, Bartoli realizzò, a Firenze, l'Hotel Majestic e la sede della Banca Popolare di Novara, con la famosa scala elicoidale metallica definita da Giovanni Klaus Koenig uno dei rari esempi di design organico in Italia (1968). Il tema della spirale fu ripreso nella sede pistoiese della stessa banca, nella Cassa di Risparmio di Pistoia e Pescia a Firenze e ancora nella Cassa Rurale ed Artigiana di Campi Bisenzio (FI) (1990). A Firenze realizzò, inoltre, vari complessi di abitazione: nel 1956 in via Monteverdi; nel 1963 in località Poggetto; nel 1965 in via Reims.

## Opere
- Piano di Ricostruzione di Borgo alla Collina, 1945-46.
- Ponte alla Vittoria, Firenze, 1945-46 (in collaborazione con Nello Baroni, Mario Focacci, Italo Gamberini, Carlo Maggiora).
- Chiesa di Santa Cristina a Pagnana, Empoli, via della Motta 393,1946-1947.
- Chiesa dei Santi Gervasio e Protasio, Firenze, piazza dei Santi Gervasio e Protasio, 1951-57.
- Liceo Scientifico "G. Marconi", San Miniato, via Catena, 1955-1958.
- Villa Cominotti a Marina di Pietrasanta, 1958
- Chiesa del Sacro Cuore, Firenze, via Capo di Mondo, 1956-62 (in collaborazione con Pier Luigi Nervi).
- Palazzo Uffici Finanziari al Cisternone, Livorno, 1964.
- Hotel Majestic e Sede della Banca Popolare di Novara, Firenze, piazza dell'Unità Italiana, via del Melarancio, 1967-73 (in collaborazione con Giovanni Sanità, Gianni Ormaghi).
- Chiesa dell'Ascensione di Nostro Signore Gesù Cristo, Firenze, via Giovanni da Empoli, 1973-79 (in collaborazione con Velio Mazzei).
- Edificio d'abitazione, Firenze, viale Giovanni Amendola, via Fra' Giovani Angelico, 1973 (in collaborazione con Giovanni Sanità).
- Tabernacolo, ambone e organo nella Chiesa del Corpus Domini, Firenze, via Reims, ante 1975.
- Palazzo Spinelli, restauro.
- Sede del Credito Cooperativo Fiorentino - Via Bruno Buozzi, 54 - Campi Bisenzio (FI).
- Edificio d'abitazione, Ansedonia (GR), via delle Ginestre.

## Scritti
- L. Bartoli, Elementi di disegno architettonico, CEDAM, Padova 1947
- L. Bartoli, La scala elicoidale della banca Popolare di Novara a Firenze, degli architetti Lando Bartoli e Giovanni Sanità, Giorgi & Gambi, Firenze 1973
- L. Bartoli, La Chiesa del Sacro Cuore, Firenze 1991
- L. Bartoli, Il disegno della cupola del Brunelleschi, Olschki, Firenze 1994
- L. Bartoli, Riflessioni, studi ed esperienze di architettura, a cura di L.M. Bartoli, Polistampa, Firenze 1996

## Archivio
L'archivio Bartoli Lando raccoglie il materiale documentario relativo soprattutto all'attività professionale dell'architetto ed alcuni studi personali, mentre non comprende i materiali della sua lunga carriera didattica. 
È formato da 13 scatole di cartone contenenti vari tipi di documenti e da 39 tubi in plastica contenenti un numero variabile di elaborati grafici, per la maggior parte su lucido. La suddivisione del materiale documentario non segue un ordinamento preciso ma è stato redatto un elenco per argomenti, in forma di database, che riporta il titolo del progetto, il committente, la datazione e la collocazione all'interno delle scatole e/o dei tubi.
È stato depositato nel 2012 presso la Biblioteca di Scienze Tecnologiche, Università degli Studi di Firenze Facoltà di Architettura.